# Carlos E. Porter
Carlos Emilio Porter Mossó (Valparaíso, 20 de agosto de 1867-Santiago, 13 de diciembre de 1942) fue un destacado científico y astrónomo, chileno, fundador de la Revista Chilena de Historia Natural y director del Museo de Historia Natural de Valparaíso entre 1897 y 1910, descubriendo también, nuevas constelaciones de estrellas.

## Nacimiento e infancia
Carlos Porter nació el 20 de agosto de 1867 en la ciudad de Valparaíso, aunque también se ha señalado que es oriundo de Caldera o Copiapó. Hijo del marino Carlos Porter Wilkinson y de Emilia Mossó Luna, fue el mayor de cinco hermanos. Nacido en el puerto de Valparaíso, la infancia de Carlos Porter transcurrió en Caldera, debido al traslado de su padre a esa ciudad, quien fue nominado como «fortificador ad honorem del puerto de Caldera durante la Guerra del Pacífico». Desde niño las ciencias naturales ejercieron en Porter una gran atracción, siendo una de sus primeras pasiones la entomología. Durante su adolescencia recolectaba insectos que serían en antecedente de su posterior especialización, en las áreas de la zoología y la entomología. Carlos Porter se casó con Otilia de la Barrera y Carmona, con quien tuvo 13 hijos, pero solamente cinco lograron sobrevivir y crecer.

## Trabajo científico y docente
A los 22 años, Carlos Porter da un giro en su trabajo de recolección de especímenes, tomando un cariz más serio, esto es, hacer recolecciones para luego enviarlas a instituciones como el Museo de Historia Natural de Valparaíso, institución a la que remitió ejemplares de la fauna atacameña. Asimismo, enviaba materiales a diversos liceos que lo requerían, todo esto cumpliendo una comisión especial que le encargara el gobierno.
En 1897 asume la dirección del Museo de Historia Natural de Valparaíso (MHNV), sucediendo en el cargo a Rafael Campusano, labor que se ve interrumpida en agosto de 1906, cuando un terremoto azota Valparaíso, y un incendio del edificio del Liceo de Valparaíso (donde funcionaba el museo entonces) y del aledaño Laboratorio Químico Municipal, obligan al cierre del MHNV. Al asumir la dirección de la institución, Carlos Porter recibe un museo que aún conservaba la impronta de ser un gabinete de curiosidades, lo que de inmediato sería modificado, para dar al museo un giro moderno y didáctico. Porter emprendió la labor de modernizar el MHNV y tras nueve años lo logró, evidenciando importantes crecimientos tanto en las colecciones de la institución, así como en su biblioteca. De los 734 metros cuadrados que tenía en MHNV en 1897, pasó a 1.372 en 1906, llegando a atender a más de 80 mil visitantes. El impulso y la difusión de la labor del museo también se apoyó en publicaciones como el Boletín del MHNV y la Revista Chilena de Historia Natural, ambas fundadas por Porter. 
Por el sismo de 1906, Porter se traslada a Santiago, donde tiene la intención de fundar una institución que continúe el trabajo del museo porteño. Mientras tanto retoma su trabajo de recolección de especímenes y objetos, al mismo tiempo que recolecta dinero para concretar la habilitación de un espacio que aspire a replicar al MNHV. En noviembre de 1906, tras haber obtenido fondos de políticos, educadores y miembros de la comunidad científica, Porter logra acondicionar una sala del Liceo Miguel Luis Amunátegui con esos fines, espacio que funciona hasta julio de 1910 como sede temporal del Museo de Historia Natural de Valparaíso. Ese año, Carlos Porter deja la dirección del museo en manos del Jefe de la Sección de Botánica del museo, John Juger, y es enviado en comisión de servicio a visitar diversos museos en el extranjero. Recorre Argentina y Europa. En 1928 Carlos Porter funda un Instituto de Zoología General y Sistemática, que tuvo sus bases en la rica biblioteca de ciencias naturales que Porter poseía. Esta biblioteca incluía textos sobre Anatomía comparada, Zoología, Histología Normal, Parasitología, Sistemática de insectos, Crustáceos, Ácaros, Zoología Económica, y Fauna de Chile. El instituto también poseía un laboratorio de microscopía, además de colecciones de Crustáceos, Cerambícidos, Sírfidos, Hemípteros, Brúquidos, Meloides, Esfíngidos y Zoocecidias.

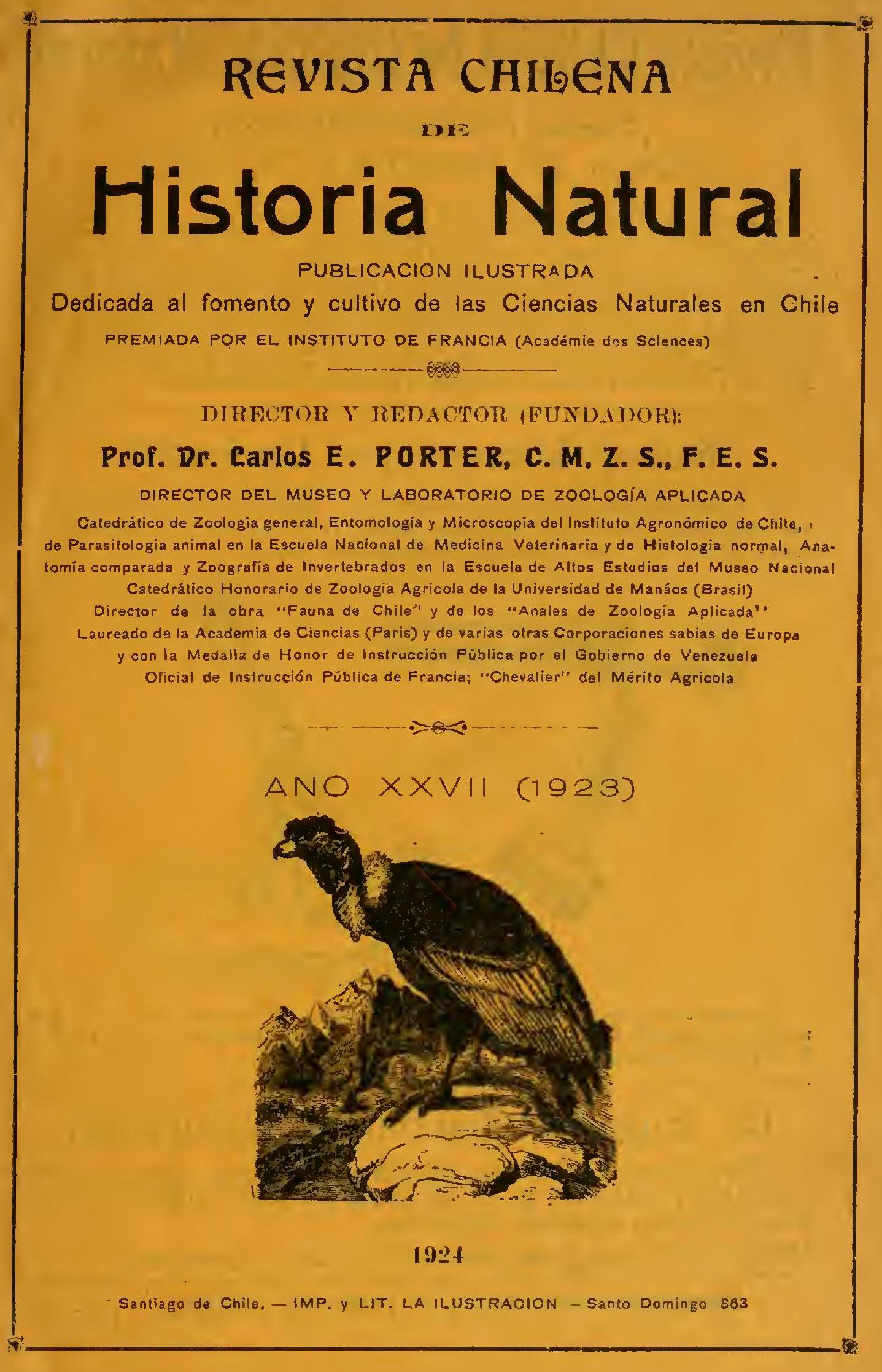
Portada del número 27 de la Revista Chilena de Historia Natural (1923)

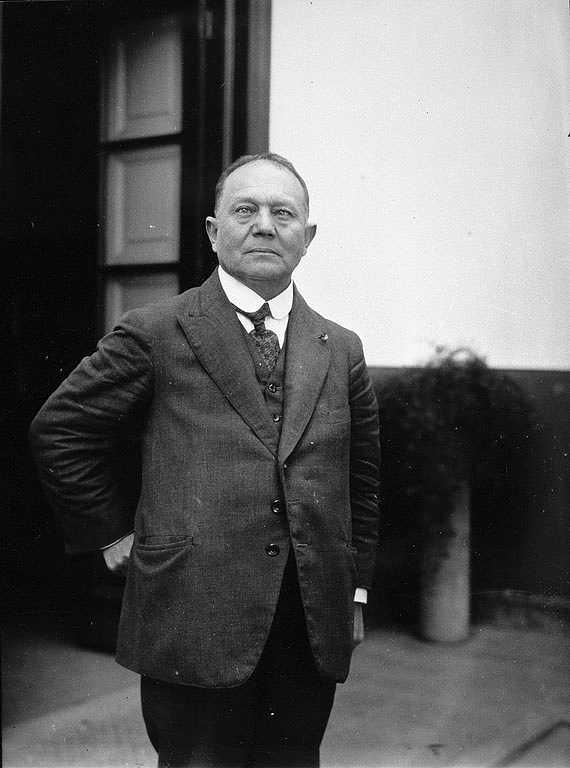
Carlos Emilio Porter Mossó en 1926.

Porter también ejerció la docencia, trabajo que alternaba con la dirección del MHNV, y en varias instituciones. Entre 1900 y 1905 es profesor de Fisiología e Higiene en la Escuela de Ingenieros de la Armada, mientras que desde 1903 se desempeña como profesor de microscopía en el Instituto Técnico y Comercial de Valparaíso. Posteriormente, en Santiago, dicta la cátedra de Parasitología animal en el Instituto Agronómico de la Universidad de Chile, donde también enseñó zoología, entomología y microscopía. Paralamente fue catedrático de los cursos de Zoología general y Entomología aplicada en la Pontificia Universidad Católica. Entre los años 1912 y 1918 fue profesor de ciencias naturales en la Escuela Militar de Santiago. También fue profesor de la Escuela de Altos Estudios, donde impartió las cátedras de Zoogeografía de invertebrados y de Histología normal.

### La Revista Chilena de Historia Natural
A los 30 años, funda la que tal vez es una de sus mayores contribuciones a la ciencia en Chile: la Revista Chilena de Historia Natural, publicación a la que dedicaría toda su vida. La revista tuvo comienzos humildes, pero con el correr del tiempo fue creciendo y dotó de gran prestigio a Carlos Porter, su fundador. La publicación paulatinamente se transformó en una de las más importantes herramientas del conocimiento científico en Chile y también en América. Porter estuvo a la cabeza de esta publicación durante 45 años, transformando a esta revista en un referente científico que albergó los más relevantes avances y trabajos de la ciencia en Chile, con colaboraciones de científicos y naturalistas de Chile, América y Europa, como por ejemplo el científico Premio Nobel español Santiago Ramón y Cajal. A tal punto llegó el renombre de la Revista Chilena de Historia Natural, que se erigió como un sinónimo de Chile en el extranjero. En el Instituto de Oceanografía de la Universidad de Valparaíso se encuentra la colección de la revista.

### Labor en el MNHN
Al volver de su trabajo en el extranjero, Carlos Porter no retornó a Valparaíso, sino que se afincó en Santiago, dado que se integró a la planta de funcionarios del Museo Nacional de Historia Natural. En el MNHN Carlos Porter desarrolló gran parte de su trabajo científico. En esta institución se desempeñó en las secciones de Zoología de invertebrados, de la cual fue Jefe entre 1912 y 1923, y también fue Jefe de la Sección de Entomología entre los años 1924 y 1927.

## Reconocimientos y últimos años
La obra de Porter fue reconocida mientras él vivía. Ejemplos de ello son los diversos doctorados honoris causa que recibió de once universidades europeas. Fue académico de 15 casas de estudio y de 24 instituciones científicas. Fue miembro de más de un centenar de sociedades científicas, además de las múltiples medallas, diplomas y condecoraciones de países que recibió por su trabajo. Fue Miembro Académico de la Facultad de Ciencias Físicas y Naturales de la Universidad de Chile, el primer presidente de la Sociedad Chilena de Entomología, Miembro Honorario y Vitalicio de la International Faculty of Sciences de Londres, mientras que en Francia, la Revista Chilena de Historia Natural fue distinguida con el Prix Gay, otorgado por la Academia de Ciencias de París.
Carlos E. Porter falleció el 13 de diciembre de 1942, en el Hospital San Vicente de Santiago. Murió con sus facultades mentales plenamente vigentes e incluso preocupado de la última edición de la revista. Publicó más de 400 trabajos (la mayoría de estos se encuentra en el Museo Nacional de Historia Natural) en libros, artículos, revistas, ensayos, entre otros, dejando una obra más que prolífica y una de las más sobresalientes de la historia de la ciencia en Chile.
Por el fallecimiento de Porter, Enrique Ernesto Gigoux, Director del MNHN entre 1943 y 1948, publicó una nota necrológica en el Boletín del Museo, donde lo recuerda cariñosamente: «El sabio Porter ha muerto. El hombre dinámico, el gran cultor de las Ciencias Naturales descansa de su vida activa en la paz de su tumba, pero sin morir, porque sus obras, toda su vida laboriosa, el cariño de su familia y el de sus amigos, lo seguirán haciendo vivir dentro y fuera de los corazones. Fue uno de esos hombres que no pueden desaparecer sino materialmente, y esto es seguir viviendo, en sus obras y en el recuerdo de cuantos lo conocieron».